# Aurila schumannensis
Aurila schumannensis är en kräftdjursart som först beskrevs av LeRoy 1943.  Aurila schumannensis ingår i släktet Aurila och familjen Hemicytheridae. Inga underarter finns listade.